# Les Sims 2 : Bon Voyage
 (octobre 2019).
Si vous disposez d'ouvrages ou d'articles de référence ou si vous connaissez des sites web de qualité traitant du thème abordé ici, merci de compléter l'article en donnant les références utiles à sa vérifiabilité et en les liant à la section « Notes et références ».
Les Sims 2 : Bon Voyage (The Sims 2: World Adventure dans certains pays) est la sixième extension pour le jeu vidéo Les Sims 2, sorti le 6 septembre 2007 en Europe. Ce disque additionnel permet aux Sims de partir en vacances.

## Nouveautés

### Les vacances

#### Généralités
Les Sims peuvent enfin s'offrir des vacances, simplement en réservant grâce au téléphone ou l'ordinateur. Il doit choisir la destination, la durée, le jour du départ (plus le Sim réserve tôt, plus le prix du billet d'avion diminue) et les Sims qui l'accompagne. En effet, en plus de la famille, il est possible d'inviter des amis. Par contre, si des enfants ou des animaux restent seuls, il faut faire venir une nounou pour garder la maison. Arrivés sur place, les Sims doivent choisir un hébergement et réserver une chambre dans l'hôtel choisi.

#### Les trois destinations
En vacances, les Sims peuvent se reposer mais aussi faire des excursions (à chaque excursion correspond une carte chance qui leur permet de gagner des points de compétence par exemple), découvrir la culture locale, acheter des souvenirs, goûter de nouveaux plats, chercher des trésors, découvrir des terrains secrets, apprendre de nouvelle interactions etc. 

Toutes ces occupations dépendent de la destination de vacances :

##### Les Trois Lacs
Situé en montagne, Les trois lacs offrent aux Sims une destination familiale où la nature est prépondérante. Ils pourront faire du camping en pleine nature ou loger dans une auberge toute en bois. Ils pourront pêcher, faire un feu de bois, s'entraîner au lancé de haches etc.
- Excursions : Expéditions bûches, Observation d'oiseaux et Randonnée nature.
- Plats exotiques : Crêpes épaisses, Grillage de silure et Tourte au poulet.
- Salut local : Se frapper le torse.
- Massage local : Massage appuyé.
- Terrain secret : Le terrier caché. On peut y rencontrer le yéti.
- Autres : Apprendre la polka.

##### Les îles Twikkii
Direction les tropiques, les Sims peuvent désormais prendre un bain de soleil sur des plages paradisiaques et revenir bronzés... ou avec des coups de soleil. Certains préfèrent construire des châteaux de sables tandis que d'autres cherchent des coquillages, nagent en mer ou visitent des bateaux pirates.
- Excursions : Bateau à fond de verre, Expédition en hélicoptère et Parachute ascensionnel.
- Plats exotiques : Côtes de bœuf Luau, Mahi-mahi et Surprise d'ananas.
- Salut local : Salut cool.
- Massage local : Massage aux pierres chaudes.
- Terrain secret : La hutte mystérieuse. On peut y récupérer la poupée vaudou.
- Autres : Apprendre le hula polynésien et la danse du feu.

##### Le village Takemizu
En partant en extrême-orient, les Sims prennent des vacances tranquilles. Ils peuvent jeter une pièce dans l'Autel spirituel des grâces étranges, entretenir le jardin zen, boire du thé ou encore jouer au Mah-jong.
- Excursions : Bateau sur le fleuve, Forêt de bambous et Randonnée historique.
- Plats exotiques : Bol de riz, Chirashi et Ramen.
- Salut local : S'incliner.
- Massage local : Acupressure.
- Terrain secret : La pagode dans la brume. Grâce au vieux sage, on peut y apprendre le tai-chi et la légende du dragon.
- Autres : Apprendre la téléportation.

#### Autres
- Les Sims peuvent partir en voyage pour leur lune de miel. Ils réservent alors qu'ils sont fiancés et une navette viendra les chercher juste après le mariage.
- Il est possible d'acheter une maison de vacances. Dans ce cas, seuls les billets d'avion seront facturés.
- En plus de souvenirs matériels que les Sims peuvent rapporter, ils peuvent aussi collectionner les vrais souvenirs qui sont au nombre de 45. Parmi eux, on trouve par exemple Faire cinq excursions, Commander un service d'étage, Apprendre le tai-chi etc.
- En revenant de vacances, les Sims peuvent bénéficier de bonus temporaires s'ils ont passé de bonnes vacances. Il y en a six :
  - Dynamisme : les Sims bénéficient d'un bonus en gain de compétences, badges et devoirs.
  - Indulgence : il est plus difficile d'exaspérer votre Sim, les Sims contre qui il était furieux sont pardonnés et ses relations mettent plus de temps à se dégrader.
  - Insouciance : votre Sim obtient une case désir supplémentaire.
  - Je ne sais quoi : les actions romantiques sont facilitées.
  - Motivation : les performances au travail sont meilleures et les promotions sont plus faciles à obtenir.
  - Productivité : les barres de confort, vie sociale et distraction baissent moins vite.

### Nouveaux personnages

#### Le yéti
On le rencontre uniquement dans le terrain secret des Trois Lacs. En devenant ami avec lui, on collecte un souvenir de vacances de plus mais on peut également lui proposer de rentrer de vacances avec nous. Il devient un personnage jouable qui s'ajoute au foyer. De plus, on ne peut que se lier d'amitié avec un yéti et il ne peut pas avoir d'enfant.

#### Le charlatan
On le trouve sur tous les terrains communautaires (du quartier principal, des destinations vacances etc.) et on peut simplement lui demander "Qu'est ce qui est bien ici ?". Par contre il peut venir voler de l'argent à un Sim. Dans ce cas, la bulle d'action qui apparaît est Se faire saluer (qu'il est possible d'annuler s'il n'est pas trop tard...) . Pour récupérer son argent, il est possible de se battre avec le charlatan. La victoire dépend de la forme physique du Sim. Il est également possible de se débarrasser du charlatan grâce à la borne téléphonique avec Annoncer une triche ou Signaler un vol si vous voyez un autre Sim se faire dépouiller. Le charlatan est toujours très bien habillé, avec un monocle, un chapeau et une moustache. Il est constamment en train de chercher une éventuelle victime.

#### Le ninja
C'est un personnage spécifique du village Takemizu. Le ninja apparaît furtivement sur les terrains communautaires et les Sims peuvent lui demander de leur apprendre la téléportation. Pour cela, il faut d'abord répondre correctement à une devinette (la bonne réponse est choisie de manière aléatoire).

#### Le vieux Sage
Le vieux sage se trouve à la "Pagode dans la brume", on peut y accéder seulement si en creusant, vous avez trouvé la carte déchirée correspondante. Ce vieux sage vous racontera la légende du dragon seulement si vous l'impressionnez. Pour cela, saluez le à la manière orientale (si vous connaissez cette manière de saluer), entrainer vous à faire du Tai-chi avec lui, servez lui du thé, si vous détenez une poupée Vaudou jetez lui un sort d'amitié... ensuite il vous racontera surement la légende du dragon.

### Autres nouveautés
En plus des nouveaux vêtements, objets, sols et papier-peints en rapport avec les trois destinations de vacances, Bon Voyage offre quelques nouveautés :
- Lors de la création d'un Sim, il est désormais possible de choisir des bijoux en plus du maquillage, des lunettes etc. Désormais, on y trouve bracelets, colliers, montres, bagues, boucles d'oreilles et piercings. Il est également possible d'aller en acheter sur des terrains communautaires.
- En vacances, les Sims ont toujours sur eux un appareil-photo. Ils peuvent ainsi prendre la pose devant des monuments, la plage ou simplement dans leur chambre d'hôtel. En rentrant de vacances, ils pourront commander un album photo et ainsi garder leurs précieux souvenirs.